# 羅伯·貝爾
羅伯·貝爾（英語：Rob Bale；1990年7月19日—）是一位英國游泳運動員。他出生在曼徹斯特。在2012年，他代表英國參加了2012年倫敦奧運會4乘200米自由泳接力的比賽。